# 마이클 나이먼

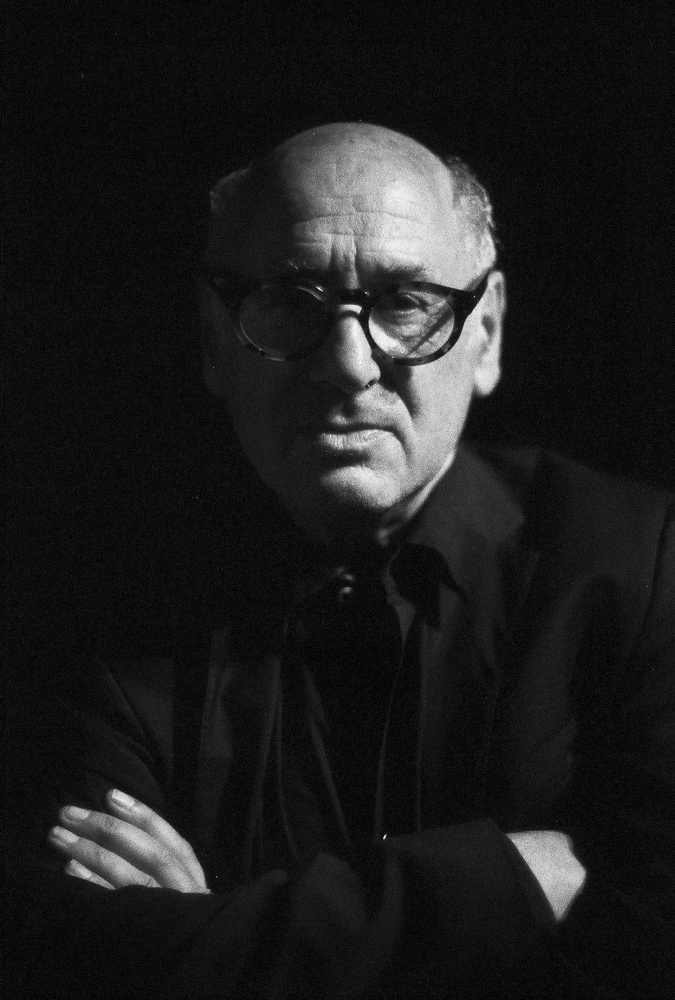
마이클 나이먼의 모습

마이클 로런스 나이먼(Michael Laurence Nyman, CBE, 1944년 3월 23일 ~ )은 잉글랜드의 작곡가, 피아니스트, 리브레티스, 음악학자, 영화 제작자이다. 영화 사운드트랙, 특히 피터 그리너웨이와의 협업으로 잘 알려져 있으며, 멀티 플래티넘을 인정받은 제인 캠피언의 《피아노》 사운드트랙을 제작하였다. 또한 여러 오페라의 넘버를 만들었다. 이외에도 협주곡 6곡, 현악 사중주 5곡 및 많은 교향곡을 작곡하고 마이클 나이먼 밴드로도 활동하였다.

## 경력

### 음악 비평가 활동 (1968-1976)
나이먼은 자신의 미적 감각을 발견하게 된 계기가 제리 리 루이스 스타일로 모차르트의 돈 조반니에 나오는 아리아 "Madamina, il catalogo è questo"를 연주하면서라고 밝혔다. 1969년, 나이먼은 해리슨 버트위슬의 리베르토 《다운 바이 더 그린우드 사이드》의 대본을 만들었고, 비틀즈의 〈All You Need Is Love〉를 기반으로 한 단편 영화 《러브 러브 러브》를 감독하였다. 그 이후 음악 비평가 생활을 시작하였고, 1968년 영국의 작곡가 코넬리우스 카듀에 대해 스펙테이터에서 쓴 글에서 최초로 "미니멀 음악"이라는 용어를 사용한 것으로 인정받는다. 게오르크 프리드리히 헨델의 《합주 연주곡 Op. 6》의 소개글을 쓰고, 1976년에는 아방가르드 작곡가 조지 브레히트를 인터뷰하였다. 1976년에 나온 정규 음반 《Decay Music》은 브라이언 이노가 프로듀싱하였다. 1974년, 존 케이지가 고전 작곡가들로부터 받은 영향을 쓴 책 《Experimental Music: Cage and Beyond》를 저술하였다.

## 수상
나이먼은 2008년 여왕의 생일을 기념하는 서훈에 3등급에 해당하는 대영 제국 훈장 사령관 훈장을 받았다.

## 콜라보레이션
작곡과 영화 제작 외에도 나이먼은 마이클 나이먼 밴드로 국제 투어를 돌고 다양한 음악가들과 일회성 공연을 개최하기도 한다. 나이먼과 함께 공연을 한 음악가로는 우테 렘퍼, 페터 브뢰츠만, 스팅, 데이먼 알반, 알바 노토 등이 있다.

## 디스코그래피
- Decay Music (Obscure, 1976)
- Michael Nyman (Piano, 1981)
- The Draughtsman's Contract (Charisma, 1982)
- The Kiss and Other Movements (Editions EG, 1985)
- A Zed & Two Noughts (That's Entertainment, 1985)
- The Man Who Mistook His Wife for a Hat (CBS, 1987)
- Drowning by Numbers (Venture, 1988)
- La Traversée de Paris (Criterion, 1989)
- The Cook, the Thief, His Wife & Her Lover (Venture, 1989)
- String Quartets 1–3 (Argo, 1991)
- Prospero's Books (Decca, 1991)
- The Michael Nyman Songbook (Decca, 1992)
- Time Will Pronounce (Argo, 1993)
- The Piano (Venture, 1993)
- The Piano Concerto/MGV (Argo, 1994)
- Noises, Sounds & Sweet Airs (Argo, 1995)
- After Extra Time (Venture, 1996)
- Concertos (EMI, 1997)
- The Suit and the Photograph (EMI, 1998)
- Wonderland (Virgin Venture, 1999)
- Facing Goya (Warner, 2002)
- Sangam: Michael Nyman Meets Indian Masters (Warner, 2003)
- Man and Boy: Dada (MN, 2005)
- Acts of Beauty/Exit no Exit (MN, 2006)
- Love Counts (MN, 2007)
- 8 Lust Songs: I Sonetti Lussuriosi (MN, 2008)